# 8 Armia Ogólnowojskowa
8 Armia Ogólnowojskowa odznaczona Orderem Lenina (ros. 8-я общевойсковая ордена Ленина армия) – związek operacyjny Sił Zbrojnych Federacji Rosyjskiej w ramach Południowego Okręgu Wojskowego, utworzona 1 marca 2017.
Wchodząca w skład armii 20 Brygada Zmechanizowana została w 2021 rozwinięta do dywizji.

## Dowódcy
- gen. mjr Siergiej Kuzowlew (marzec 2017 – luty 2019)
- generał porucznik Andriej Syczewoj (ros. Андрей Иванович Сычевой)[1] (luty 2019 – list. 2021)
- gen. por. Andriej Mordwiczew (listopad 2021 –)[3]